# 용과

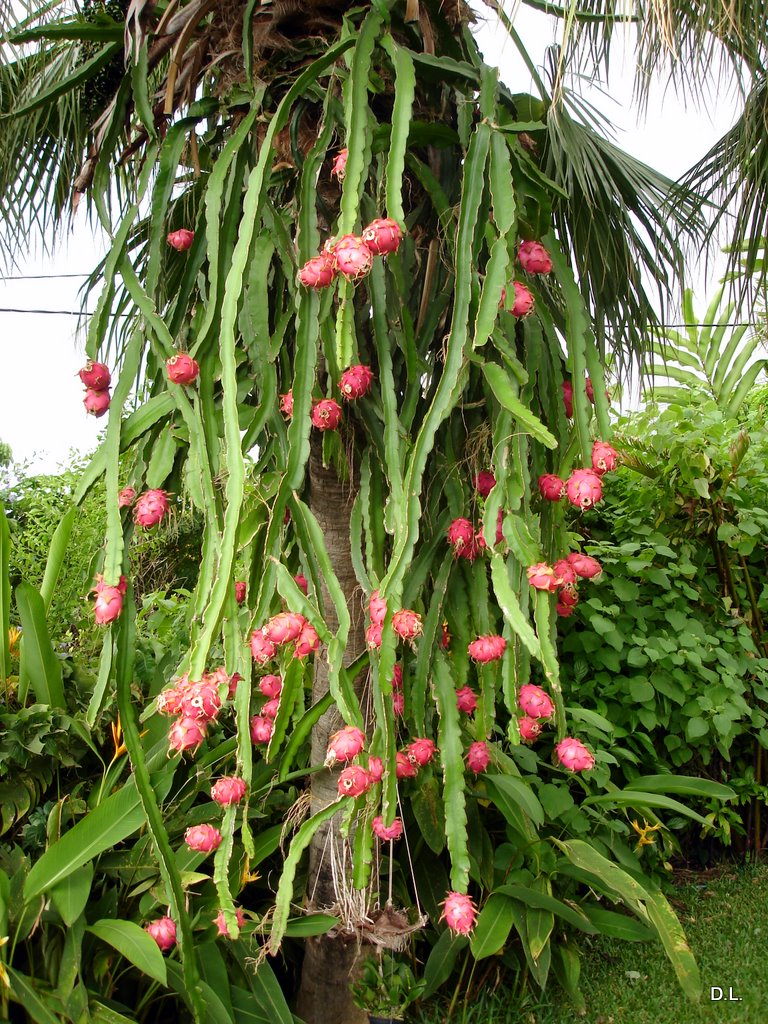
선인장에 열린 용과

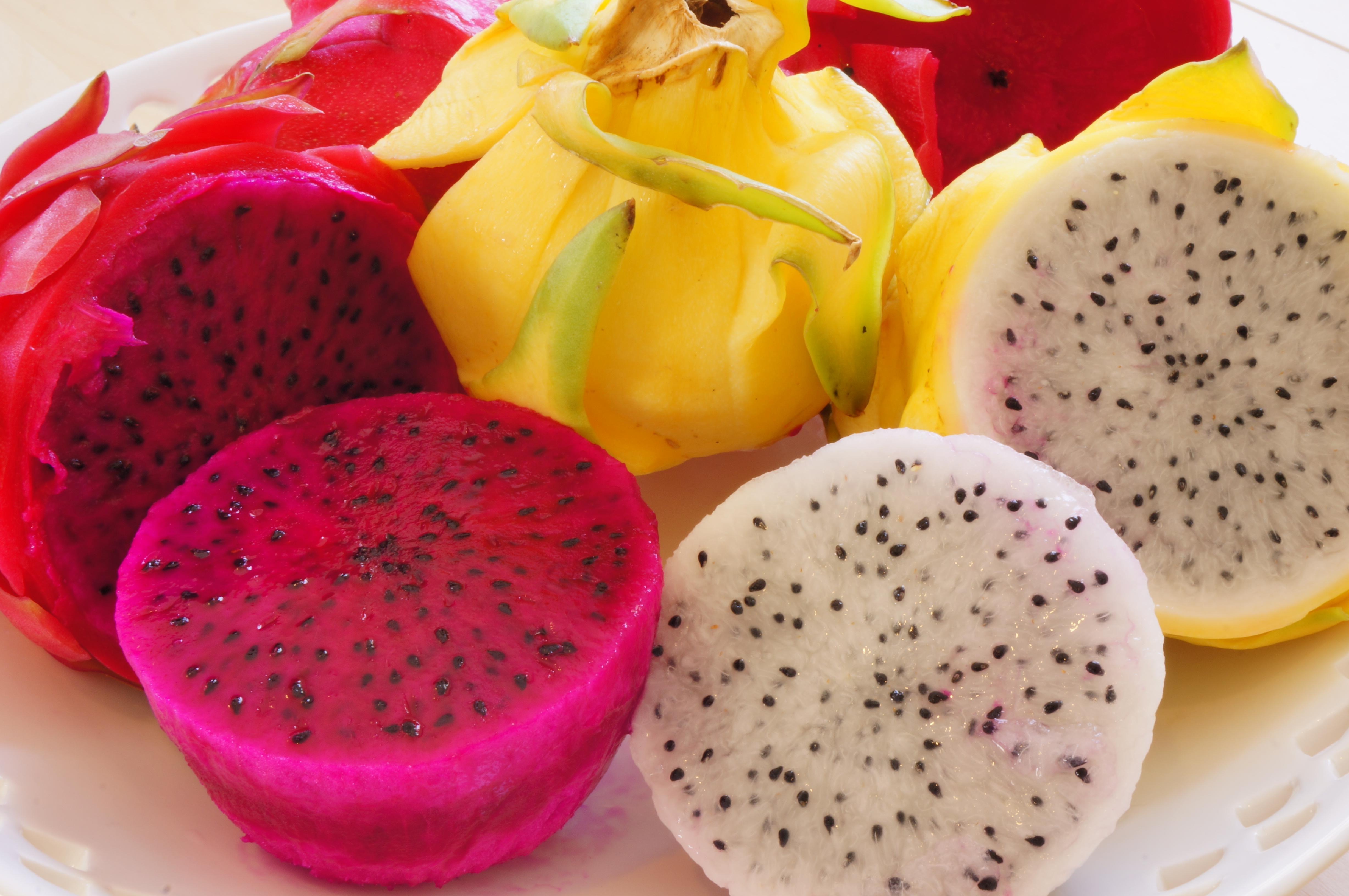
노란용과와 붉은용과

용과(龍果, dragon fruit) 또는 피타야(pitaya)는 몇몇 선인장의 열매로, 열대 과일의 하나이다. 긴 선인장 줄기에 달린 열매의 모습이 마치 용이 여의주를 물고 있는 모습을 닮았다 하여 용과라는 이름이 붙었다. 식감은 키위와 유사하며 수분이 많고 은은한 단맛이 난다.

## 분포
- 포도나무같은 착생식물인 용과는 중앙아메리카의 멕시코가 원산지인 삼각주선인장속에서 열린다. 현재, 인도네시아 (특히 서부 자와섬), 대만, 베트남, 태국, 필리핀, 스리랑카, 말레이시아,[3] 그리고 더 최근에는 방글라데시에서도 재배되며[4] 대한민국 제주도와 일본의 오키나와 그리고 하와이, 이스라엘, 오스트레일리아 남부와 중국 남부에서도 재배된다.

## 종류
용과는 과피(껍질) 및 과육의 색이 다르다.
- 흰용과(Hylocereus undatus)는 껍질이 붉고 과육이 희다. 가장 흔히 볼 수 있는 용과이다.
- 붉은용과(Hylocereus costaricensis)는 껍질과 과육이 모두 붉은 색이다.
- 노란용과(Hylocereus megalanthus)는 껍질이 노랗고 과육이 희다.

## 영양 정보
가공하지 않은 용과의 먹을 수 있는 부분은 대부분 물과 탄수화물, 단백질과 지방으로 구성되어 있다.
용과 씨앗으로 짠 기름에 들어있는 지방산의 비율은 다음과 같다
| 구분       | Hylocereus polyrhizus (붉은용과) | Hylocereus undatus (흰용과) |
| 미리스트산 | 0.2%                             | 0.3%                        |
| 팔미트산   | 17.9%                            | 17.1%                       |
| 스테아린산 | 5.49%                            | 4.37%                       |
| 팔미톨레산 | 0.91%                            | 0.61%                       |
| 올레산     | 21.6%                            | 23.8%                       |
| Cis-박센산 | 3.14%                            | 2.81%                       |
| 리놀레산   | 49.6%                            | 50.1%                       |
| 리놀렌산   | 1.21%                            | 0.98%                       |